# Camponotus coloratus
Camponotus coloratus é uma espécie de inseto do gênero Camponotus, pertencente à família Formicidae.